# وندنس سور اروکس
وندنس سور اروکس (به فرانسوی: Vendenesse-sur-Arroux) یک کمون در فرانسه است که در بورگوین واقع شده‌است.

## خصوصیات
وندنس سور اروکس ۱۶٫۰۹ کیلومترمربع مساحت و ۶۱۵ نفر جمعیت دارد و ۲۴۸ متر بالاتر از سطح دریا واقع شده‌است.